# James Bree
James Patrick Bree (* 11. prosince 1997) je anglický profesionální fotbalista, který hraje na pozici pravého obránce za klub Southampton FC.

## Kariéra

### Barnsley
Bree začal svou kariéru v Barnsley a svůj profesionální debut si odbyl 3. května 2014 při domácí porážce 3:2 s Queens Park Rangers, čímž se stal druhým nejmladším debutantem v klubu.

### Aston Villa
Bree podepsal smlouvu s Aston Villou 25. ledna 2017 na čtyři a půl roku za nezveřejněnou částku. Svůj debut za Aston Villu si odbyl 4. února při venkovní porážce 2:1 s Nottinghamem Forest.
Dne 31. ledna 2019 přestoupil do dalšího klubu EFL Championship, Ipswich Town, na hostování do konce sezóny. Jeho debut přišel o tři dny později při domácí porážce 0:1 se Sheffieldem Wednesday.

### Luton Town
Po postupu Aston Villy do Premier League byl Bree 8. srpna 2019 zapůjčen do Luton Town, který nově postoupil do Championship, na sezónní hostování. Svůj debut v Lutonu si odbyl v 74. minutě jako náhradník za Martina Cranieho při venkovní porážce 2:1 s Cardiffem City o dva dny později. Bree přispěl pěti asistencemi k tomu, aby se Luton v poslední den sezóny vyhnul sestupu do League One.
Dne 1. září 2020 Bree přestoupil do Lutonu natrvalo.

### Southampton
Dne 26. ledna 2023 podepsal Bree se Southamptonem smlouvu na tři a půl roku. Dne 31. ledna 2023 se Bree poprvé objevil v dresu Southamptonu při porážce 2:1 s Newcastlem United ve druhém utkání semifinále EFL Cupu. O čtyři dny později Bree debutoval v Premier League při porážce 0:3 s Brentfordem.
Dne 23. prosince 2023 byl vystřídán s podezřením na zranění hamstringu při vítězství 0:1 nad Queens Park Rangers. Manažer Russell Martin později potvrdil, že se očekává, že Bree bude mimo hru až do konce ledna. Během zápasu s Ipswich Town 1. dubna 2024 obdržel červenou kartu za faul na Leifa Davise.
Svůj první gól za klub vstřelil Bree 28. srpna 2024 při venkovním vítězství 3:5 nad Cardiffem City v EFL Cupu.

## Statistiky

### Klubové
Platí k zápasu hranému 29. října 2024.
| Klub                     | Sezóna            | Liga              | Liga   | Liga | Národní pohár | Národní pohár | Ligový pohár | Ligový pohár | Ostatní | Ostatní | Celkově | Celkově |
| Klub                     | Sezóna            | Soutěž            | Zápasy | Góly | Zápasy        | Góly          | Zápasy       | Góly         | Zápasy  | Góly    | Zápasy  | Góly    |
| ------------------------ | ----------------- | ----------------- | ------ | ---- | ------------- | ------------- | ------------ | ------------ | ------- | ------- | ------- | ------- |
| Barnsley                 | 2013/14           | EFL Championship  | 1      | 0    | 0             | 0             | 0            | 0            | —       | —       | 1       | 0       |
| Barnsley                 | 2014/15           | EFL League One    | 11     | 0    | 0             | 0             | 1            | 0            | 2       | 0       | 14      | 0       |
| Barnsley                 | 2015/16           | EFL League One    | 19     | 0    | 0             | 0             | 1            | 0            | 4       | 0       | 24      | 0       |
| Barnsley                 | 2016/17           | EFL Championship  | 19     | 0    | 2             | 0             | 1            | 0            | —       | —       | 22      | 0       |
| Barnsley                 | Celkově           | Celkově           | 50     | 0    | 2             | 0             | 3            | 0            | 6       | 0       | 61      | 0       |
| Aston Villa              | 2016/17           | EFL Championship  | 7      | 0    | —             | —             | —            | —            | —       | —       | 7       | 0       |
| Aston Villa              | 2017/18           | EFL Championship  | 6      | 0    | 1             | 0             | 2            | 0            | 1       | 0       | 10      | 0       |
| Aston Villa              | 2018/19           | EFL Championship  | 8      | 0    | 1             | 0             | 2            | 0            | —       | —       | 11      | 0       |
| Aston Villa              | Celkově           | Celkově           | 21     | 0    | 2             | 0             | 4            | 0            | 1       | 0       | 28      | 0       |
| Ipswich Town (hostování) | 2018/19           | EFL Championship  | 14     | 0    | —             | —             | —            | —            | —       | —       | 14      | 0       |
| Luton Town (hostování)   | 2019/20           | EFL Championship  | 39     | 0    | 1             | 0             | 2            | 0            | —       | —       | 42      | 0       |
| Luton Town               | 2020/21           | EFL Championship  | 24     | 1    | 2             | 0             | 1            | 0            | —       | —       | 27      | 1       |
| Luton Town               | 2021/22           | EFL Championship  | 42     | 1    | 1             | 0             | 0            | 0            | 2       | 0       | 45      | 1       |
| Luton Town               | 2022/23           | EFL Championship  | 27     | 0    | 2             | 0             | 0            | 0            | —       | —       | 29      | 0       |
| Luton Town               | Celkově           | Celkově           | 132    | 2    | 6             | 0             | 3            | 0            | 2       | 0       | 143     | 2       |
| Southampton              | 2022/23           | Premier League    | 5      | 0    | —             | —             | 1            | 0            | —       | —       | 6       | 0       |
| Southampton              | 2023/24           | EFL Championship  | 19     | 0    | 1             | 0             | 1            | 0            | 0       | 0       | 21      | 0       |
| Southampton              | 2024/25           | Premier League    | 1      | 0    | 0             | 0             | 3            | 2            | —       | —       | 4       | 2       |
| Southampton              | Celkově           | Celkově           | 25     | 0    | 1             | 0             | 5            | 2            | 0       | 0       | 31      | 2       |
| Celkově v kariéře        | Celkově v kariéře | Celkově v kariéře | 242    | 2    | 11            | 0             | 15           | 2            | 9       | 0       | 277     | 4       |

## Úspěchy
Barnsley
- EFL Trophy: 2015/16

Southampton
- Play-off EFL Championship: 2024